# George de Hevesy
George Charles de Hevesy (născut sub numele de György Hevesy, cunoscut și ca Georg Karl von Hevesy) (n. 1 august 1885 – d. 5 iulie 1966) a fost un chimist maghiar de origine evreiască, care a trăit și lucrat în Austria, Anglia, SUA, și mai ales în Germania, Danemarca și (vreme de 18 ani) în Suedia, laureat al Premiului Nobel pentru chimie (1943).
Hevesy este recunoscut drept co-descoperitorul hafniului (elementul 72), alături de Dirk Costner, descoperire realizată în 1923 prin analiza spectroscopică cu raze X a minereului de zirconiu. Descoperirea a avut loc la Copenhaga, Danemarca, hafnia fiind numele latin pentru Copenhaga. 
S-a născut la Budapesta ca mezinul dintre cei cinci fii ai unei familii evreiești bine situate. Familia tatălui său Lajos, se numea la origine Bischitz
(după  localitatea Bischitz, azi Byšice, din Boemia) și fusese înnobilată de către împăratul Franz Josef  în anul 1895, primind numele maghiar Hevesi (de Heves).
Bunica savantului, Johanna Bischitz Hevesi a fost renumită pentru activitățile ei filantropice în Budapesta.  Tatăl, Lajos, consilier privat al curții, și-a zis mai întâi Bischitz-Hevesy, iar după anul 1906 numai Hevesy.
Soția lui, născută baroneasa Eugenia (Jenny) Schossberger
provenea de asemenea dintr-o familie evreiască din Cehia, de data aceasta din Moravia, de lângă Nitra, și care fusese și ea înnobilată încă din 1863.
Toți frații Hevesy au avut parte de o educație aleasă. Fratele mai mare al lui George, Vilmos, a fost inginer electrotehnician și unul din colaboratorii apropiați ai lui Louis Blériot. Al doilea frate, Andor, cunoscut ca André de Heves, a fost un scriitor și istoric în limba franceză, între altele autor al unei cărți despre regele Matia Corvin; al treilea frate, Odon, a continuat afacerile familiei, iar al patrulea, Pal (Paul) Hevesy de Heves, a fost un diplomat austro-ungar, iar apoi ungar, care s-a refugiat în timpul Holocaustului în Anglia, unde a scris eseuri politico-economice.